# دانشگاه ایالتی شمال‌شرقی
دانشگاه ایالتی شمال‌شرقی (انگلیسی: Northeastern State University) دانشگاه دولتی آمریکایی است، که در شهر تاهلکواه، اکلاهما مستقر می‌باشد.